# يفعان (ذي ناعم)

تعديل مصدري - تعديل

يفعان هي إحدى قرى عزلة الدريعأ بمديرية ذي ناعم التابعة لمحافظة البيضاء، بلغ تعداد سكانها 870 نسمة حسب تعداد اليمن لعام 2004.